# Agidel
Agidel (Russisch: Агидель, Basjkiers: Ағиҙел; Tataars: Агыйдел) is een stad in de Russische autonome republiek Basjkirostan. Het ligt in het noordwesten van de republiek, aan de Belaja rivier, tegen de grens met Tatarstan.
De naam van de stad is in het Basjkiers gelijk aan de naam van de Belaja rivier. Het Basjkiers is een Turkse taal en de naam is dan ook opgebouwd uit het Turkse ak; "Witte" en idel; "rivier".
Agidel is gesticht in 1980 en kreeg de status "stad" in 1991. In eerste instantie diende de stad als vestigingsplaats voor de bouwers en technici van de Basjkierische kerncentrale (Bashkirskaya atomnaya elektrostanciya / Башкирская атомная электростанция). De bouw van deze centrale is in september 1990 stilgelegd als gevolg van protesten na het ongeluk met de kerncentrale in Tsjernobyl. De laatste jaren wordt er echter weer gesproken over de bouw van een nieuwe kerncentrale, op dezelfde plek.
In 2006 heeft de president van Basjkirostan zich bij een bezoek aan Agidel voor deze locatie uitgesproken. Rosatom heeft laten weten dat de bouw pas na 2020 zou kunnen beginnen.
Per 2010 wonen er circa 20.000 mensen in Agidel, met 17 verschillende nationaliteiten: Russisch, Tartaars, Basjkort, Oekraïners, Wit-Russen, Duitsers, Letten, Israëli's, Georgiërs, Ossetiërs, etc.
De stad heeft een vrij moderne opzet en architectuur. Voornamelijke bestaande uit lage flatgebouwen, scholen en sociale voorzieningen. In de jaren tachtig was het een bloeiende stad met voor Sovjet-begrippen een rijke levensstandaard. Na het annuleren van de kerncentrale is er verval opgetreden. Er is geen specifieke bron van inkomsten in of nabij de stad. De meeste mannen werken voor een aantal weken in Siberië en keren telkens kortstondig terug naar hun familie.
Er zijn in Agidel drie scholen. School № 1, № 2 en een Gymnasium. Ook heeft het een ziekenhuis die zeer hoog staat aangeschreven in de regio. De afgelopen jaren zijn er diverse initiatieven ontplooit om meer industriële bedrijven naar de stad te trekken en Agidel een centrum van regionale nucleaire wetenschap te maken.
Er zijn twee religieuze stromingen, te weten Russisch-Orthodox en de Islam.

## Demografie
| 1989   | 2002   | 2008   | 2010   | 2012   | 2015   |
| ------ | ------ | ------ | ------ | ------ | ------ |
| 16.100 | 18.721 | 18.992 | 19.230 | 16.123 | 15.749 |

## Geboren
- Ildar Arslanov (1994), wielrenner

Bestuurlijk centrum: Oefa

Agidel · Bajmak · Belebej · Beloretsk · Birsk · Blagovsjtsjensk · Davlekanovo · Djoetsjoeli · Isjimbaj · Janaoel · Koemertaoe · Melo-oez · Mezjgorje · Neftekamsk · Oetsjaly · Oktjabrski · Salavat · Sibaj · Sterlitamak · Toejmazy